# دیوید میلر (بازیکن هاکی روی یخ)
دیوید میلر (انگلیسی: David Miller; ۱۵ دسامبر ۱۹۲۴ – ۸ اکتبر ۱۹۹۶) بازیکن هاکی روی یخ اهل کانادا بود.